# Chrám svatého archanděla Michaela (Uličské Krivé)
Chrám svatého Michaela archanděla je dřevěná stavba řeckokatolické církve, která byla postavena na mírné vyvýšenině ve středu obce Uličské Krivé v okrese Snina na Slovensku. Je národní kulturní památkou Slovenské republiky. Náleží k farnosti Ulič děkanátu Snina archeparchie prešovská Slovenské řeckokatolické církve.

## Historie
Chrám byl postaven kolem roku 1718 v jedinečném slohu karpatských cerkví, které jsou typické pro okolí Sniny. Chrám byl opravován v roce 1944, v padesátých letech 20. století, v roce 1985, v období 1987–1991, v roce 1997, 2002, 2004, 2007, 2009 a v roce 2011.

## Architektura

### Exteriér
Cerkev je orientovaná dřevěná roubená trojdílná stavba na nízké kamenné podezdívce. Na polygonální kněžiště navazuje širší obdélníková loď s předsíní (babincem) na západní straně. Chrám má dvě věže, vyšší nad předsíní a menší nad kněžištěm. Obě věže mají báň na komolém jehlanu a trojramenný železný kříž. Ve velké věži jsou umístěny tři zvony, nejstarší je z roku 1811. Stavební materiálem je bříza a jasan. Loď a kněžiště jsou společně zastřešeny sedlovou střechou krytou šindelem, nad kněžištěm je střecha valbová. Kolem kostela je sobota krytá šindelem.

### Interiér
V kněžišti je barokní hlavní oltář z 18. století s ikonou Piety, v lodi je barokní ikonostas. Na stěnách lodi jsou vzácné ikony z 16. a 17. století. Na zábradlí kruchty je Mandylion.

### Ikonostas
Ikonostas nese charakteristické známky výroby v polské Rybotyčské ikonopisné dílně v 18. století. Byl restaurován v letech 1988–1992.
Ikonostas má pět řad. V první řadě jsou ikony svatého Mikuláše, Bohorodičky Hodegitria, Krista učitele, svatého Michaela archanděla (patrona chrámu). Ve druhé řadě jsou ikony svátků, ty jsou rozdělené ikonou Poslední večeře. Ve třetí řadě ikon je uprostřed apoštolů Kristus velekněz s Bohorodičkou a svatým Janem Křtitelem. Čtvrtou řadu tvoří ikony proroků. Pátou řadu tvoří ikony je Zjevení svatého Mikuláše třem vévodům, modlící se Bohorodička a svatý Petr a Pavel.
Na carských (hlavních) dvoukřídlých dveřích je Kristův rodokmen tzv. Jesseho strom. Na ostění carských dveří je znázorněn vlevo svatý Basil Velký a napravo svatý Jan Zlatoústý.

## Okolí
Hřbitov ohrazen dřevěným plotem na kamenné podezdívce s bránou krytou šindelovou stříškou, který je součástí kulturní památky od roku 2011.

## Galerie

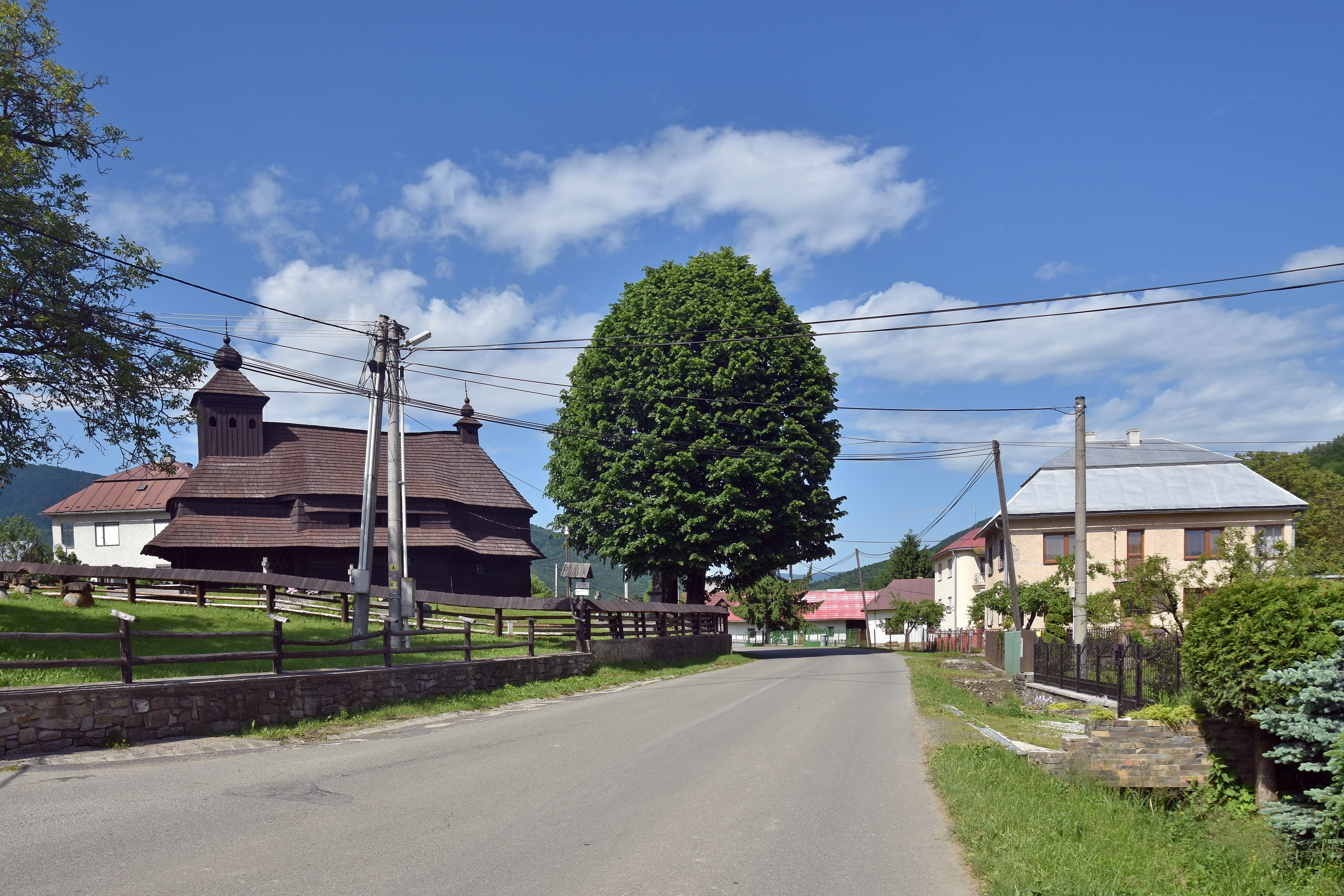
Uprostřed obce
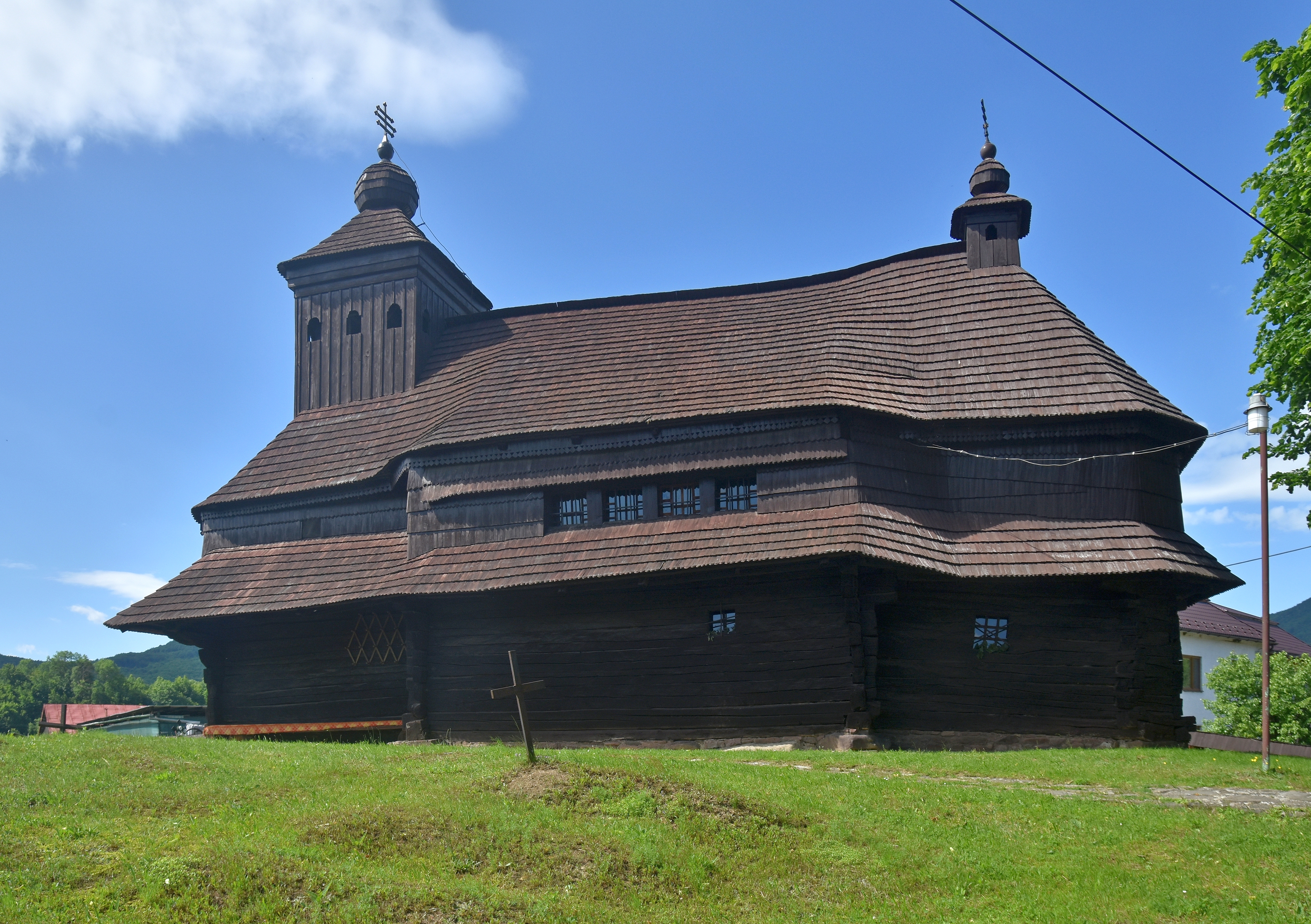
Chrám z jihu
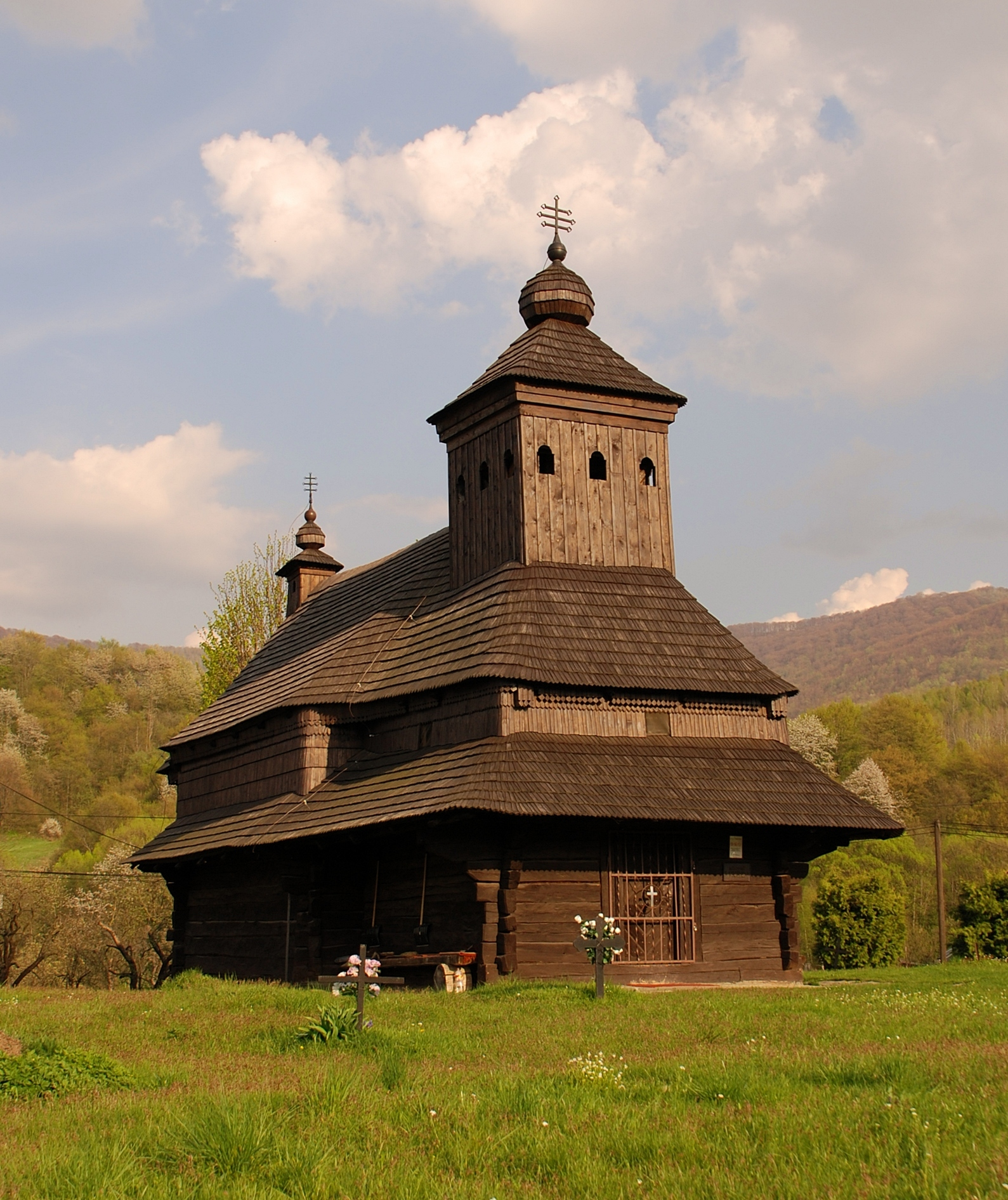
Pohled na západní část
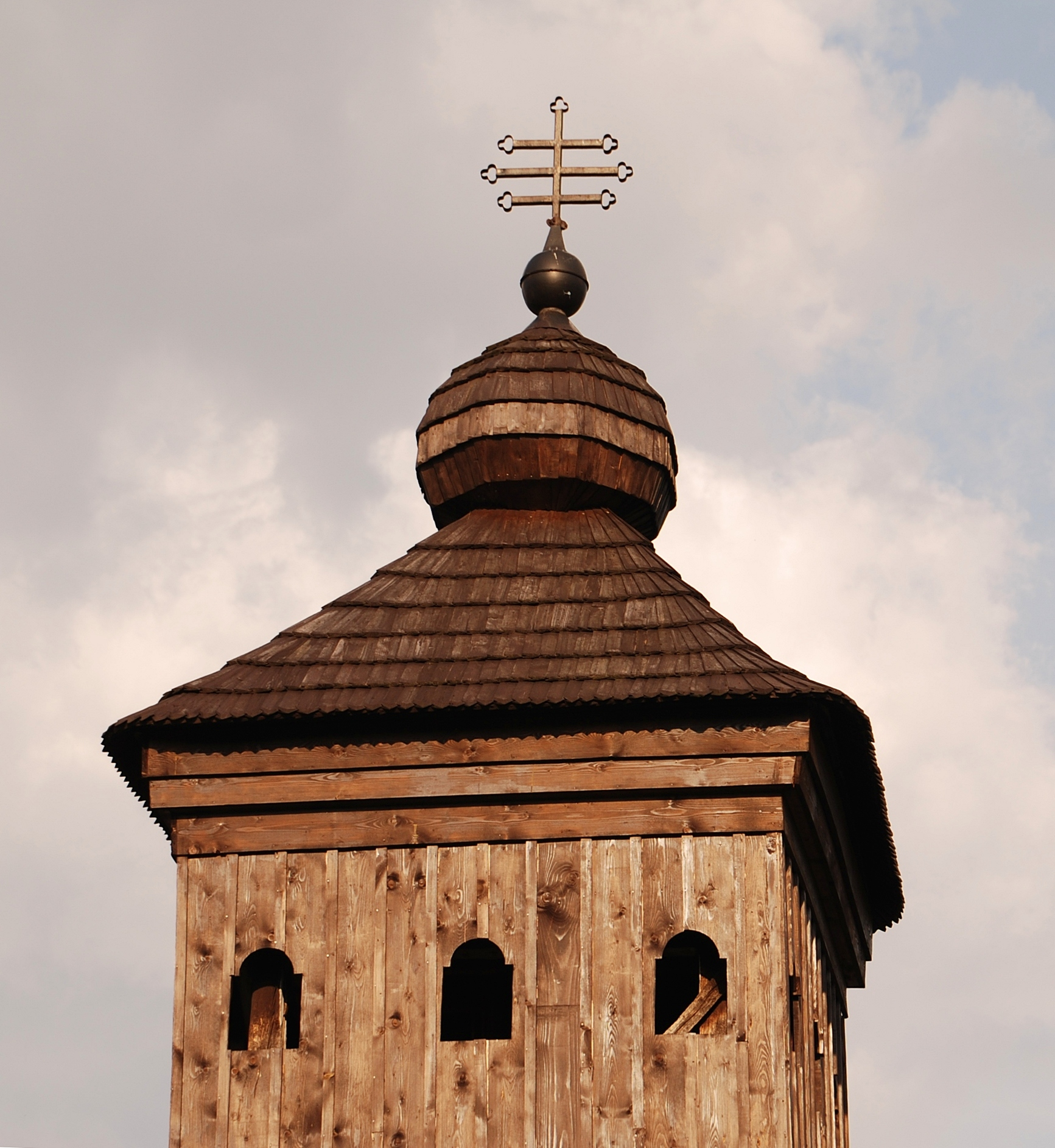
Zvonové patro věže
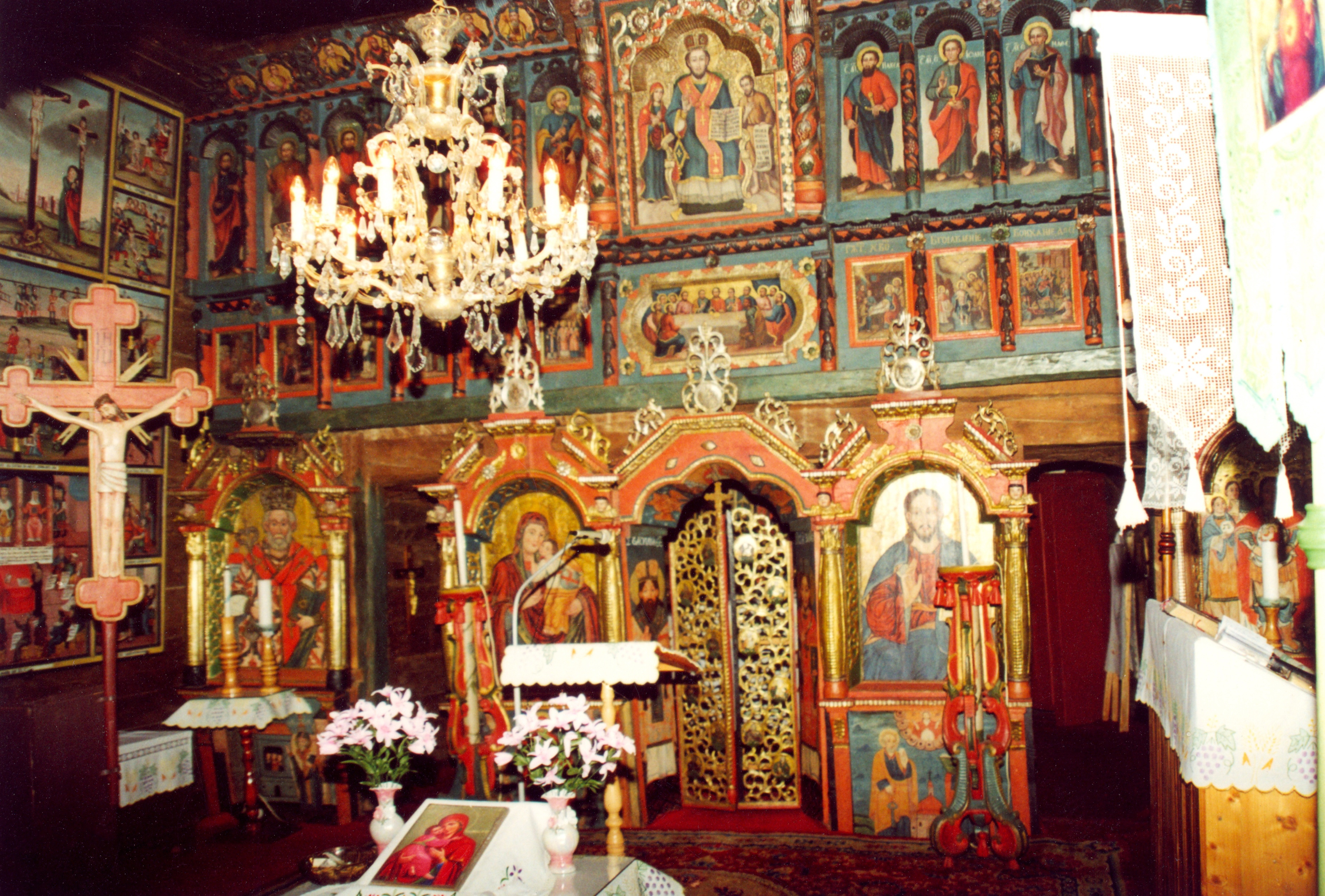
Ikonostas
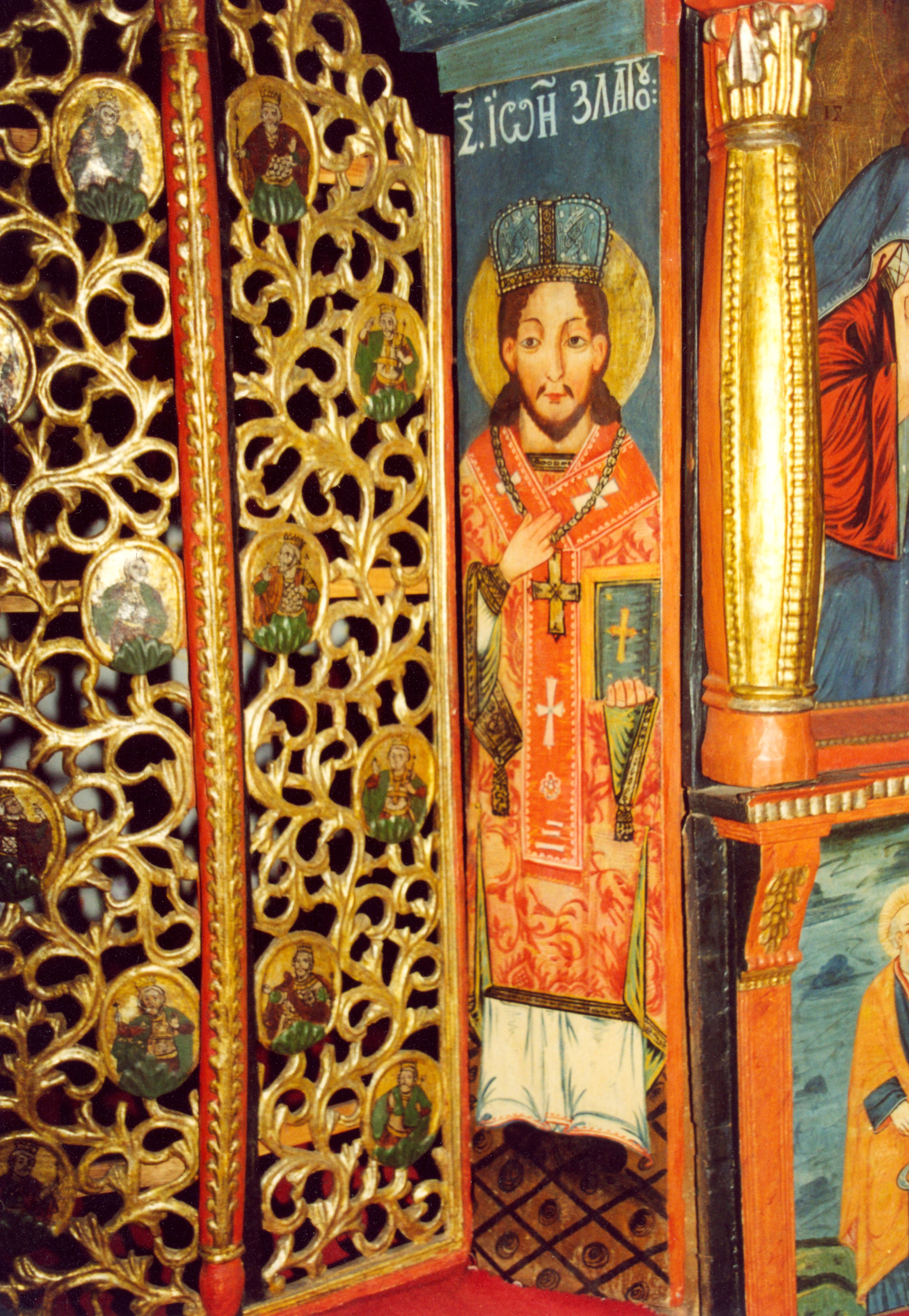
Carské dveře a svatý Jan Zlatoústý
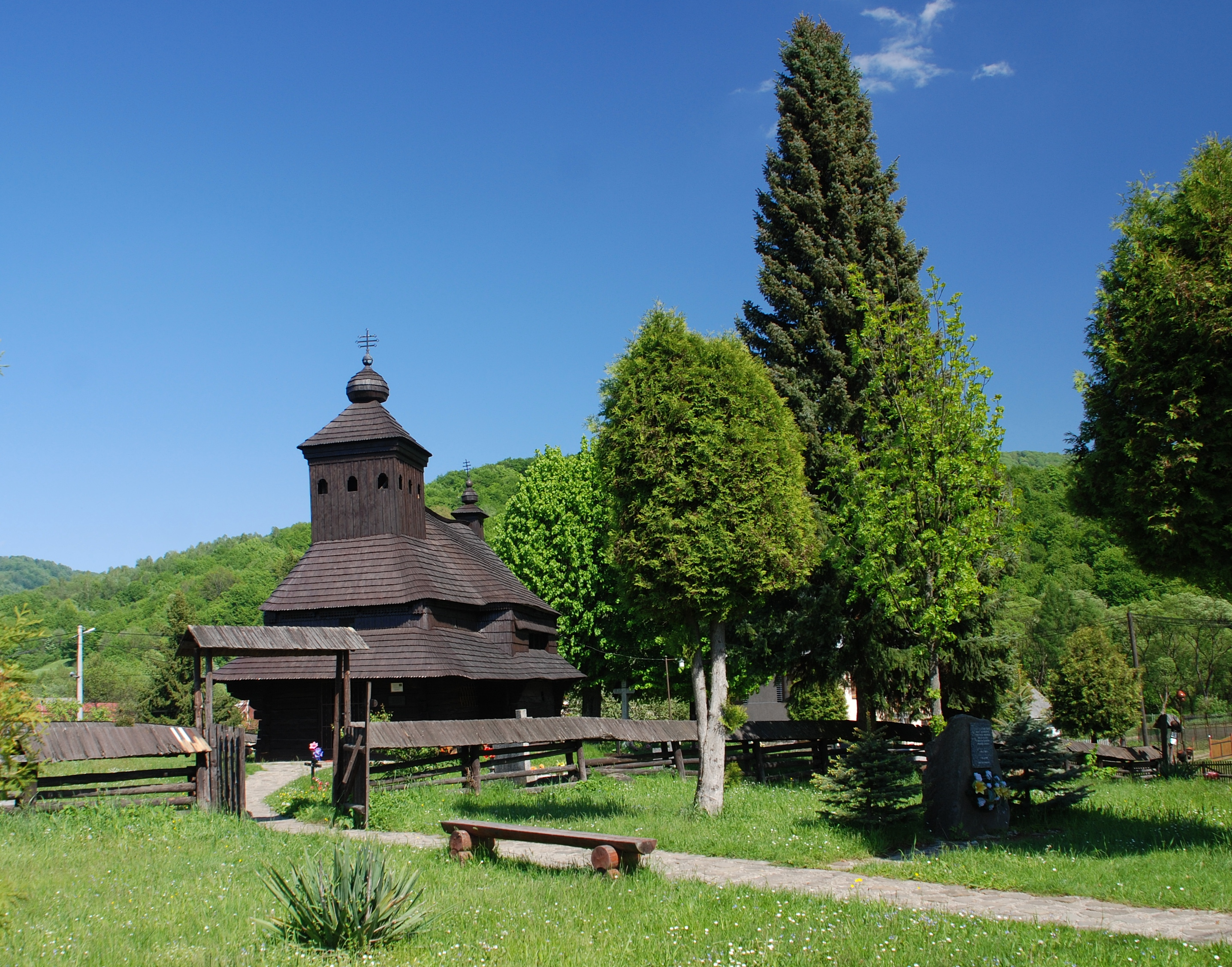
Dřevěný plot s bránou